# Dwóch i pół
Dwóch i pół (ang. Two and a Half Men) – amerykański sitcom, emitowany przez telewizję CBS od 22 września 2003 roku.
Za produkcję serialu odpowiedzialni są Chuck Lorre i Lee Aronsohn. Do tej pory powstało jedenaście pełnych serii Dwóch i pół. Serial osiągnął niespodziewanie duży sukces komercyjny, ciesząc się zainteresowaniem wśród wszystkich grup wiekowych. Każdy sezon w Stanach Zjednoczonych oglądało średnio 15 milionów ludzi, co zawsze dawało sitcomowi miejsce w pierwszej 20 aktualnie oglądanych programów. W Polsce nowe odcinki Dwóch i pół przyciągają przed ekrany ok. 300 tysięcy widzów, dając tym samym serialowi drugie miejsce wśród najchętniej oglądanych programów emitowanych przez telewizję TVN 7. Wersję polską opracowała Elżbieta Gałązka-Salamon.
12 marca 2014 roku, stacja CBS oficjalnie zamówiła 12. sezon Dwóch i pół, który był finałowym sezonem i składał się z 16 odcinków.

## Fabuła
Serial koncentruje się wokół postaci Charliego Harpera, przystojnego mężczyzny z dużym powodzeniem u kobiet. Beztroskie życie Charliego zmienia się, gdy zamieszkuje z nim jego brat Alan ze swoim synem Jake'm.

### 9. seria
W 9. serii, której realizacja rozpoczęła się latem 2011, Charliego Sheena (z powodu problemów osobistych) zastąpił Ashton Kutcher. Sheen za jeden odcinek otrzymywał 1,2 miliona dolarów, Kutcher otrzymywał 700 000 dolarów.

## Bohaterowie
- Charlie Sheen, jako Charles "Charlie" Francis Harper, hedonista i egoista (wielokrotnie wypowiada kwestię, że najbardziej kocha siebie samego), zamożny, wielbiciel kobiet, niezdolny do stałego związku, utrzymuje się z pisania dżingli. Po upadku rynku, na którym Charlie odnosił sukcesy, przez przypadek (dzięki byłemu mężowi swojej wybranki) zajął się tworzeniem muzyki dla dzieci. Ma bardzo dobry kontakt z synem Alana - Jakiem (którego uczy na przykład gier hazardowych). Na początku dziewiątej serii dowiadujemy się, iż Charlie nie żyje (spowodowane odejściem aktora)[4].
- Jon Cryer, jako Alan Jerome Harper, dwukrotnie rozwiedziony brat Charliego, chiropraktyk, uważa się za wiecznego pechowca, w dzieciństwie był dręczony przez brata, ma jednego syna, Jake'a.
- Angus T. Jones, jako Jacob David "Jake" Harper, syn Alana, często leniwy i sarkastyczny, pozornie niezbyt bystry, wykazuje się jednak często zaskakującą inteligencją.
- Ashton Kutcher, jako Walden Schmidt, millioner, który zostaje rzucony. W pierwszym odcinku dziewiątej serii o mało nie popełnia samobójstwa[5]. Wykupuje dom Charliego po jego śmierci i zamieszkuje z Jakiem i Alanem.
- Marin Hinkle, jako Judith, pierwsza eksżona Alana i matka Jake'a.
- Holland Taylor, jako Evelyn Harper, arystokratyczna i egoistyczna matka Charliego i Alana, babcia Jake'a.
- Melanie Lynskey, jako Rose, sąsiadka braci, magister psychologii behawioralnej (z dyplomem ze Stanford), multimilionerka, kiedy po jednej spędzonej z Charliem nocy została przez niego odtrącona, zaczęła go obserwować i nachodzić (występowała w odcinkach 1-84 oraz w epizodach 100, 108, 110, 112, 126 i 136).
- Conchata Ferrell, jako Berta, tęga i sarkastyczna opiekunka domu braci.
- April Bowlby, jako Kandi, młoda, druga eksżona Alana.
- Ryan Stiles, jako dr Herb Melnick, drugi mąż Judith.

Tylko Cryer pojawił się we wszystkich odcinkach. Gościnnie w serialu wystąpili: Jenna Elfman jako Frankie, Emmanuelle Vaugier jako Mia, Jane Lynch jako Dr. Freeman, Jeri Ryan jako Sherri, Martin Sheen jako ojciec Rose, Denise Richards jako Lisa, Richard Lewis jako Stan, Brooke Shields jako Danielle, Teri Hatcher jako Liz, Judy Greer jako Myra, Heather Locklear jako Laura Lane, Jenny McCarthy jako Courtney, Megan Fox jako Prudence, Robert Wagner jako Teddy, Enrique Iglesias jako Fernando Złota Rączka, Camryn Manheim jako Daisy, Michael Clarke Duncan jako sąsiad Charliego oraz Emilio Estevez jako Andy. Sean Penn, Elvis Costello, Harry Dean Stanton, Steven Tyler, James Earl Jones i Eddie Van Halen zagrali w Dwóch i pół samych siebie.

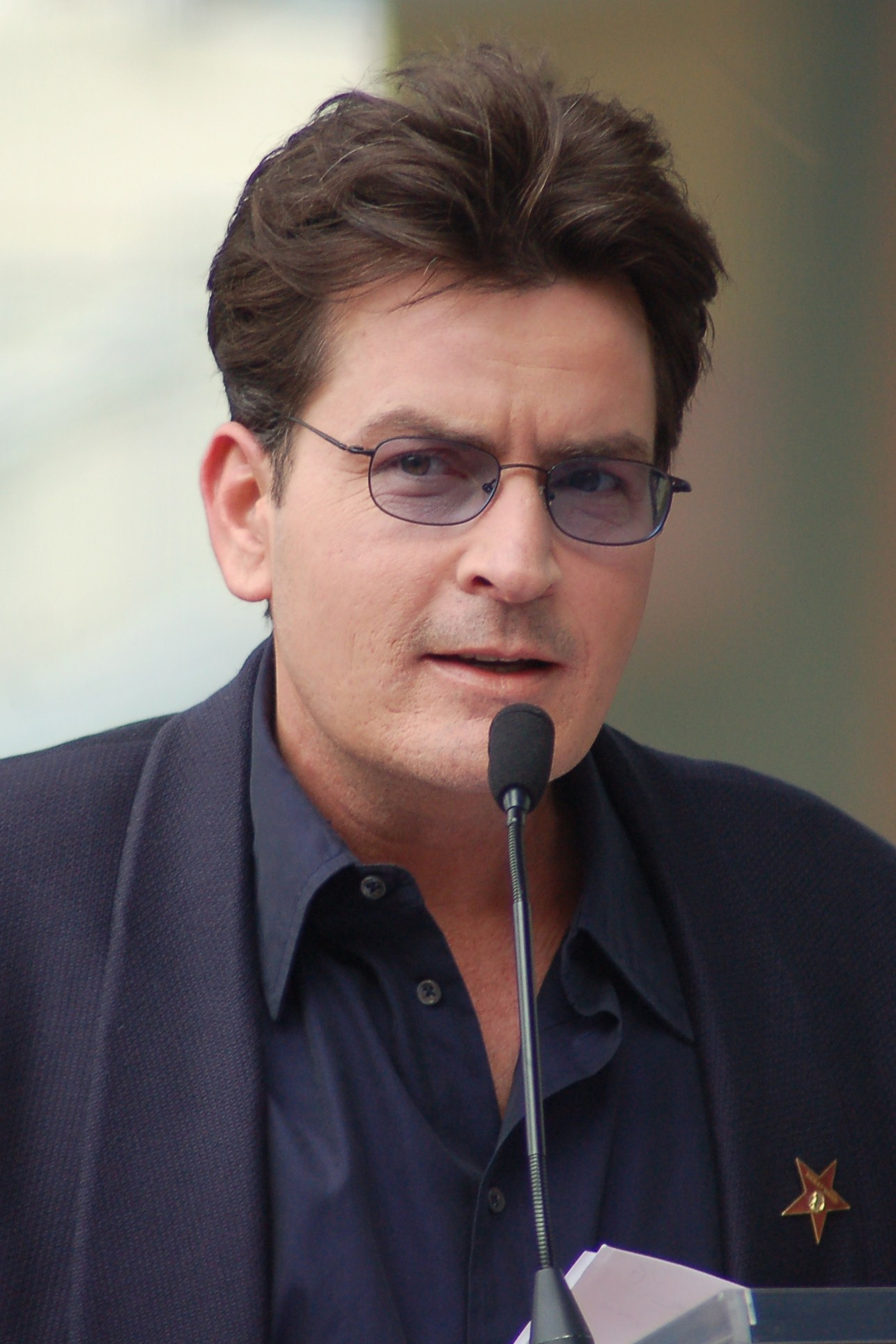
Charlie Harper (Charlie Sheen)
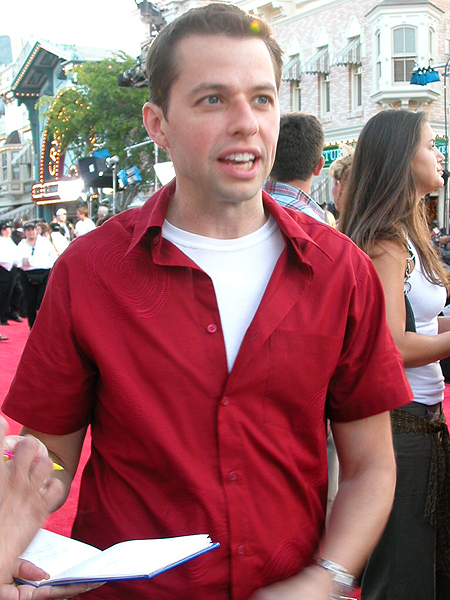
Alan Harper (Jon Cryer)
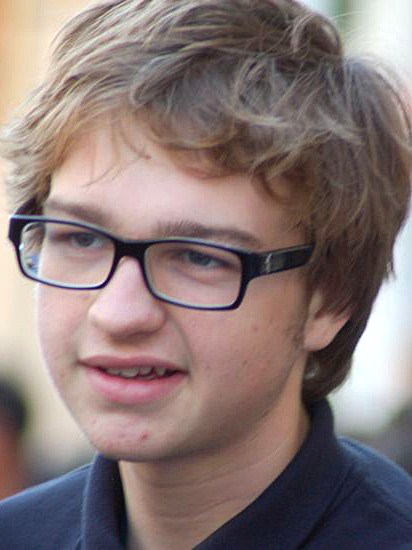
Jake, syn Alana (Angus T. Jones)
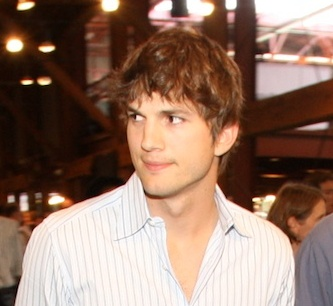
Walden Schmidt (Ashton Kutcher)
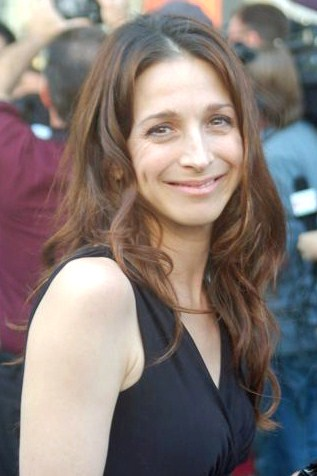
Pierwsza eksżona Alana, Judith (Marin Hinkle)
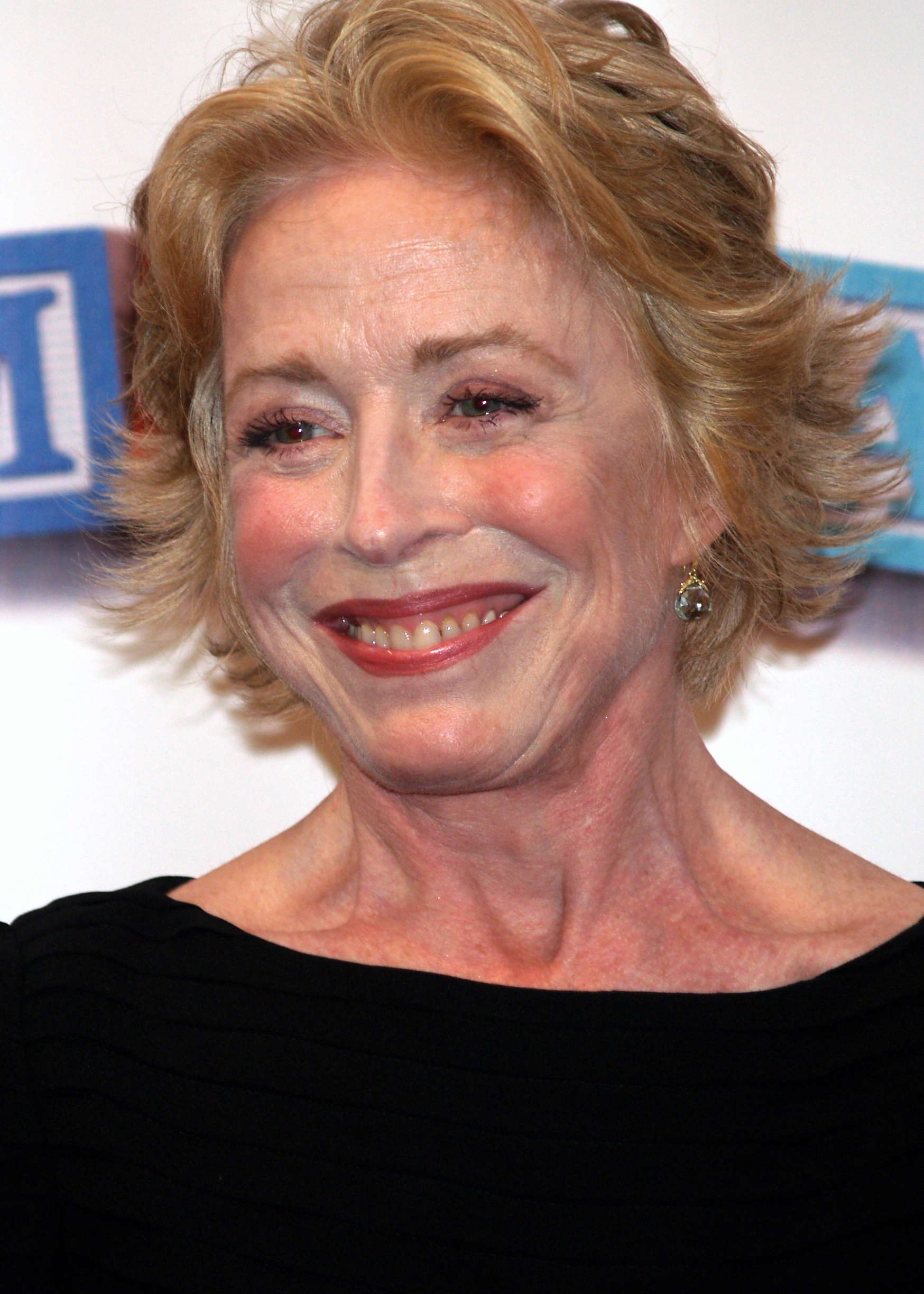
Matka Charliego i Alana (Holland Taylor)
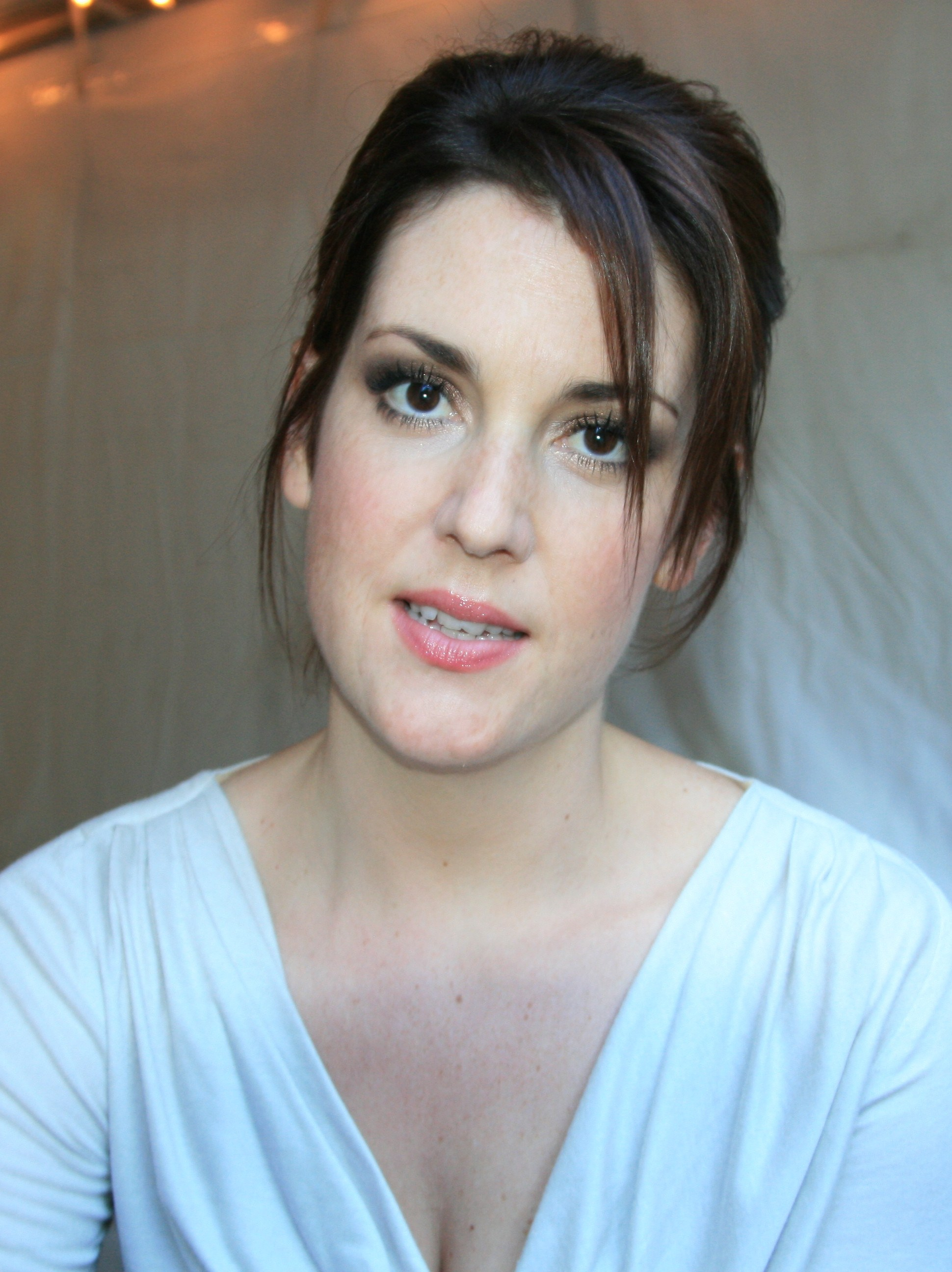
Rose, sąsiadka (Melanie Lynskey)
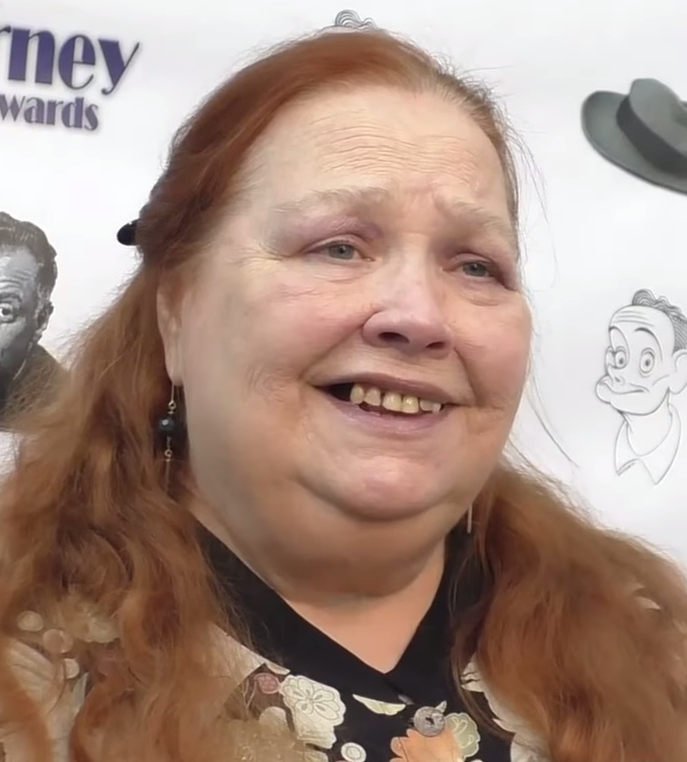
Berta, gosposia (Conchata Ferrell)
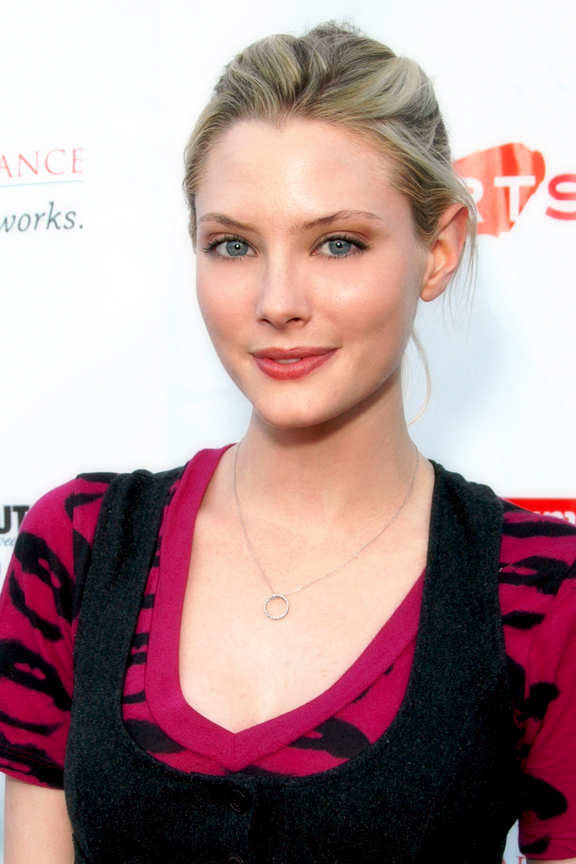
Druga eksżona Alana, Kandi (April Bowlby)
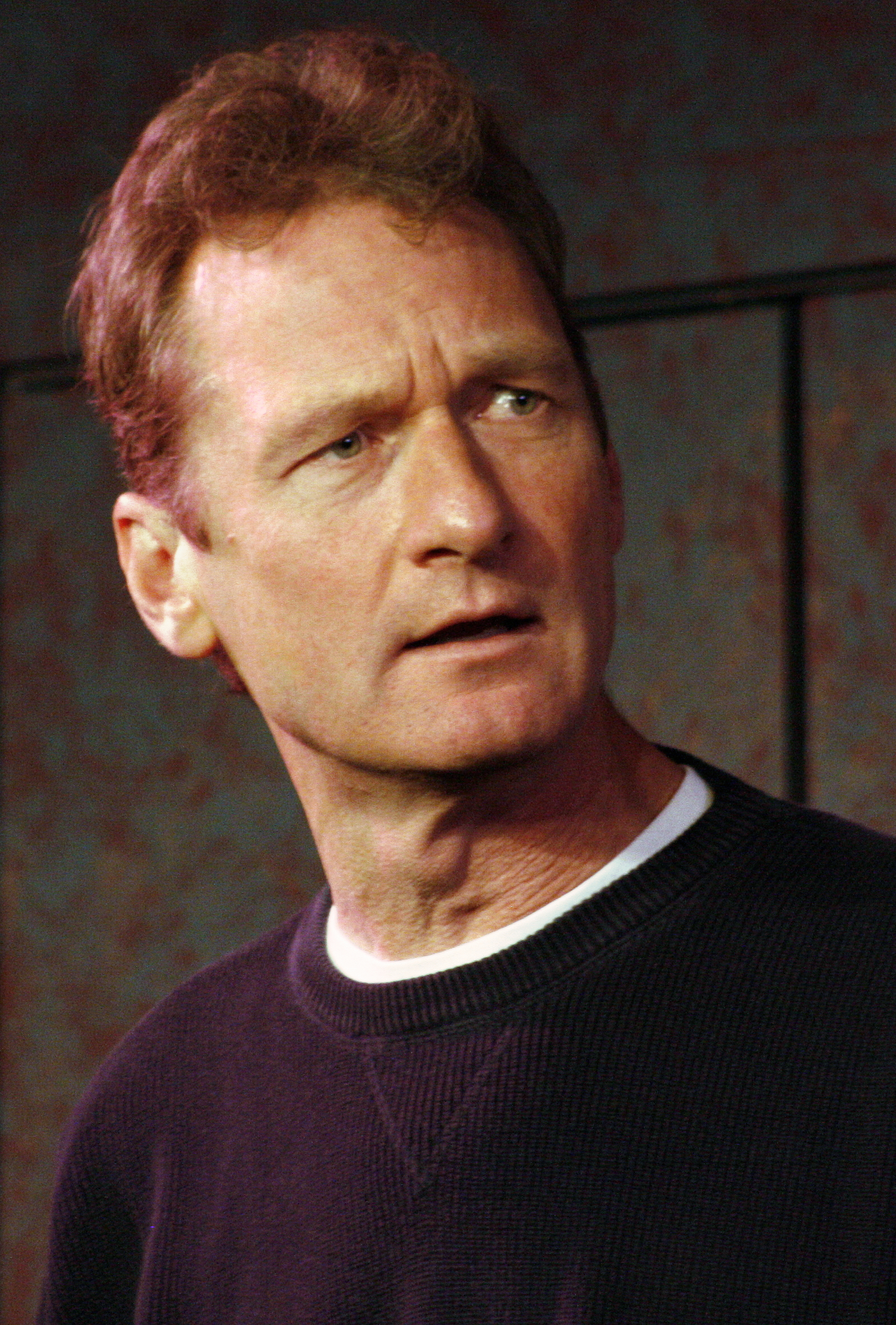
Drugi mąż Judith, Herb (Ryan Stiles)
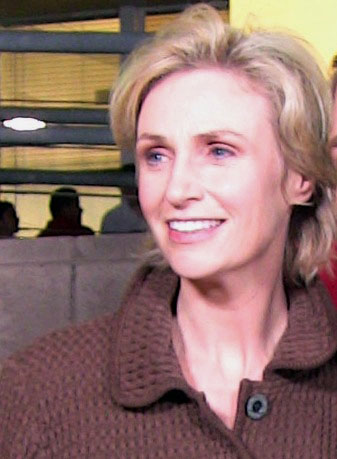
Dr. Linda Freeman, psychoterapeutka Charliego (Jane Lynch)

## Opis serialu

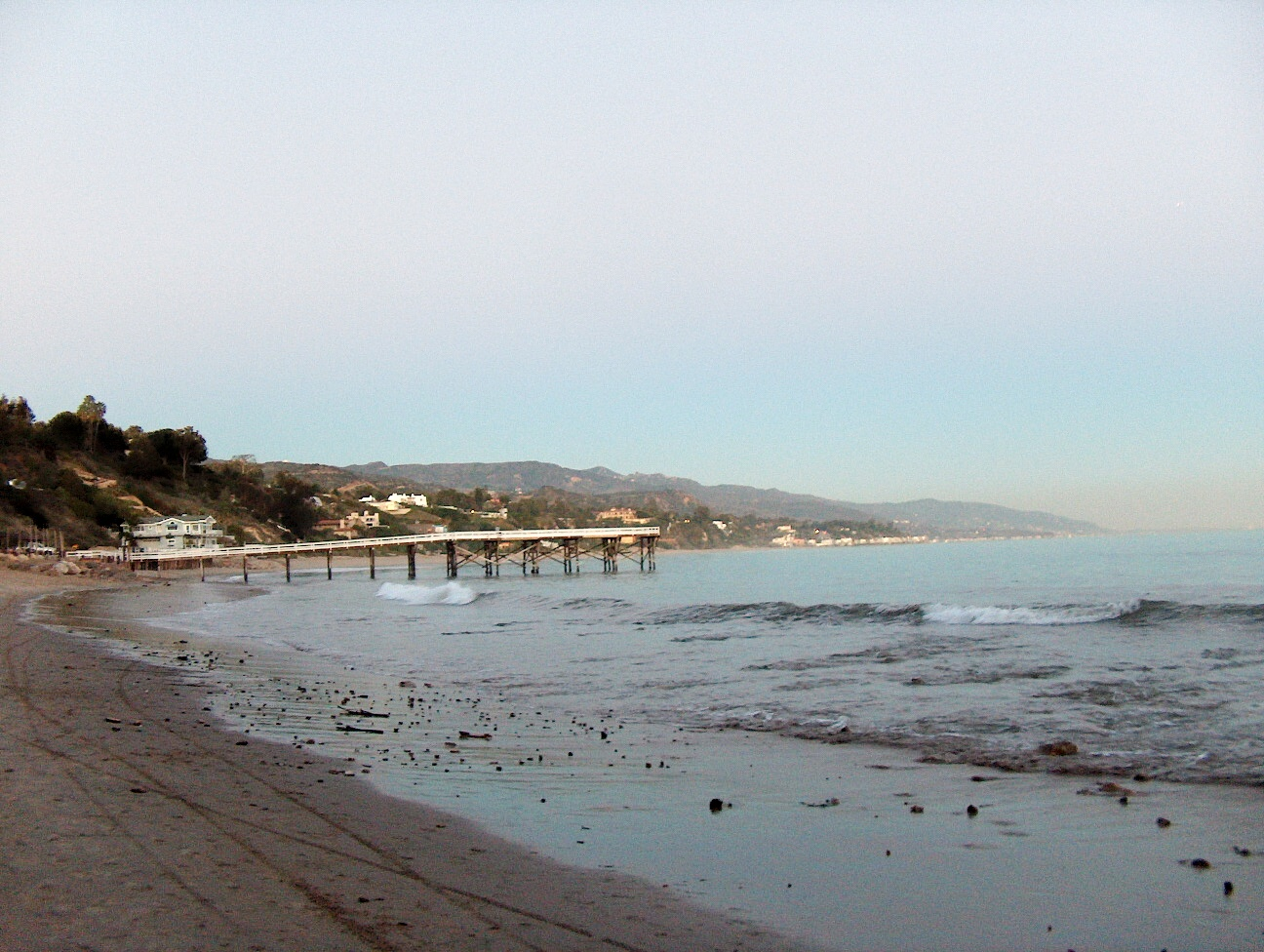
Plaża w Malibu

Charlie jest czterdziestoletnim kawalerem, który nie narzeka na brak powodzenia, zarówno w życiu osobistym, jak i zawodowym. Mieszka w dużym, położonym tuż nad oceanem, domu w Malibu. Ma opinię hedonistycznego, szowinistycznego kobieciarza. Akcja serialu rozpoczyna się w momencie rozwodu Alana z pierwszą żoną. Traci on wtedy swój dom na jej rzecz i zamieszkuje u dawno niewidzianego brata, Charliego. Alan jest w połowie odpowiedzialny za opiekę nad synem, dlatego Jake (mający 10 lat w chwili rozpoczęcia emisji), głównie na czas weekendów, wprowadza się do domu swojego ojca oraz stryja.
Rose była samotną sąsiadką braci, która odkąd spędziła wspólną noc z Charliem pragnęła być jak najbliżej niego. Pojawiła się w sporej ilości odcinków, jednak zazwyczaj były to krótkie sceny. Najczęściej pełniła funkcję terapeutki Alana i Charliego, między którymi nierzadko dochodziło do konfliktów na różnym tle. W miarę rozwoju akcji serialu, udział Rose zmniejszał się stopniowo, do tego momentu, że zniknęła z jego obsady.
Ważną rolę w serialu odgrywa postać Berty, sarkastycznej, mającej cięty język pomocy domowej. Jako jedna z nielicznych potrafi skutecznie ukrócić zapędy Alana, Charliego, a nawet nieposkromionego Jake'a.
Evelyn, jest wielokrotnie rozwiedzioną, egoistyczną, biseksualną i rozwiązłą matką braci. Regularnie uprawia sport, a także dba o linię i wygląd. Alan i Charlie odpowiedzialność za wszystkie swe niepowodzenia zrzucają właśnie na nią, robiąc to jednocześnie w przepełniony humorem sposób. Evelyn, mimo pozorów oraz licznych manipulacji, kocha swoich synów i wnuka.
Jednym z głównych wątków serialu jest konflikt osobowości dwóch diametralnie różniących się od siebie braci: Charliego, wolnego strzelca, prowadzącego swobodne, beztroskie życie i Alana, poukładanego i pedantycznego lekarza. Alan okazuje niekiedy przejawy zazdrości wobec pozbawionego zmartwień życia Charliego, stara się nawet wpływać na jego decyzje. W wyniku tego, często dochodzi do kłótni między braćmi, które mają charakter bardziej humorystyczny. Każdy sezon serialu zawiera chociaż jeden odcinek, w którym dochodzi do poważnego konfliktu między Alanem i Charliem. Pod koniec tych epizodów spory zostają jednak zawsze zażegnane.
Spora dawka humoru Dwóch i pół wzięła się z prawdziwego życia Chucka Lorre'a, jego twórcy i producenta. W wywiadzie dla magazynu Entertainment Weekly Holland Taylor powiedziała, że tworząc postać Evelyn Lorre użył własnych relacji z matką.

## Wydania DVD
W Europie na DVD zostały wydane trzy pierwsze sezony serialu. W Azji i Australii ukazały się z kolei tylko jego dwie pierwsze serie. Warner Home Video. wydała pierwszą serię sitcomu w Ameryce Północnej 11 września 2007 roku, a jego druga seria ukazała się tam nakładem Warner Bros. 8 stycznia 2008 roku. Mimo iż trzeci sezon ukazał się na DVD w Niemczech 7 grudnia 2007 roku, to w Wielkiej Brytanii miał on swoją premierę dopiero 19 maja 2008 roku.
| Nazwa DVD | Liczba odcinków | Region 1         | Region 2             | Region 4             |
| --------- | --------------- | ---------------- | -------------------- | -------------------- |
| Seria 1   | 24              | 11 września 2007 | 12 września 2005     | 15 lutego 2006       |
| Seria 2   | 24              | 8 stycznia 2008  | 28 sierpnia 2006     | 6 września 2006      |
| Seria 3   | 24              | 13 maja 2008     | 19 maja 2008         | 23 lipca 2008        |
| Seria 4   | 24              | 23 września 2008 | 6 października 2008  | 8 października 2008  |
| Seria 5   | 19              | 12 maja 2009     | 13 kwietnia 2009     | 1 lipca 2009         |
| Seria 6   | 24              | 1 września 2009  | 19 października 2009 | 3 marca 2010         |
| Seria 7   | 22              | 21 września 2010 | bd.                  | 13 października 2010 |

### Dodatki
Seria 1
- Two Adults, One Kid, No Grown−Ups: − Poza kamerą z obsadą i ekipą realizacyjną.
- Na planie z Angusem T. Jonesem.
- Niepublikowane sceny i żarty.

Seria 2
- 2½ Days in the Life of 2½: − Widzowie mogą zobaczyć, jak wygląda dzień na planie członków obsady − Charliego Sheena, Jona Cryera, i Angusa T. Jonesa.
- The Serious Business of Writing Comedy: − Wesołe spojrzenie na to, jak naprawdę powstaje program komediowy.
- Niepublikowane sceny i żarty.

Seria 3
- Niepublikowane sceny i żarty.

Seria 4
- Two men talking about Two and a Half Men – wypowiedzi twórców na temat serialu.
- Odcinek "Tucked, Taped and Gorgeous" z komentarzami twórców.
- Odcinek "Mr. McGlue's Feedbag" z komentarzami Charliego Sheena, Jona Cryera, i Angusa T. Jonesa.
- Niepublikowane sceny i żarty.

Seria 5
- "Two and a Half Men" at 100 – kulisy produkcji setnego odcinka.
- The Lore of Chuck Lorre: Must Pause TV – kulisy pracy Chucka Lorre nad serialem.
- Dying Is Easy, Comedy Is Hard – chronologia połączenia fabuły Dwóch i pół z CSI: Kryminalne zagadki Las Vegas
- Bonusowy odcinek CSI: Kryminalne zagadki Las Vegas – "Two and a Half Deaths"

Seria 6
- Growing Up Harper − rozwój postaci Jake'a Harpera oraz aktora wcielającego się w jego rolę, Angusa T. Jonesa
- The Women of "Two and a Half Men" − wywiady z damską częścią obsady
- Niepublikowane sceny i żarty.

## Amerykańska widownia
Średnia widownia każdego sezonu Dwóch i pół w Stanach Zjednoczonych.
W Polsce każdy premierowy odcinek gromadził przed telewizorami około 300 tysięcy widzów.
| Seria | Emisja              | Premierowy odcinek sezonu | Ostatni odcinek sezonu | Lata wyświetlania | Ranking | Widownia (w milionach) |
| ----- | ------------------- | ------------------------- | ---------------------- | ----------------- | ------- | ---------------------- |
| 1     | Poniedziałki, 21:30 | 22 września 2003          | 24 maja 2004           | 2003-2004         | #15     | 15.3                   |
| 2     | Poniedziałki, 21:30 | 20 września 2004          | 23 maja 2005           | 2004-2005         | #11     | 16.5                   |
| 3     | Poniedziałki, 21:00 | 19 września 2005          | 22 maja 2006           | 2005-2006         | #17     | 15.1                   |
| 4     | Poniedziałki, 21:00 | 18 września 2006          | 14 maja 2007           | 2006-2007         | #19     | 14.4                   |
| 5     | Poniedziałki, 21:00 | 24 września 2007          | 19 maja 2008           | 2007-2008         | #17     | 13.9                   |
| 6     | Poniedziałki, 21:00 | 22 września 2008          | 18 maja 2009           | 2008-2009         | #10     | 15.1                   |
| 7     | Poniedziałki, 21:00 | 21 września 2009          | 24 maja 2010           | 2009-2010         | #13     | 14.2                   |

## Międzynarodowa emisja
| Kraj            | Stacja telewizyjna                |
| --------------- | --------------------------------- |
| Australia       | Nine Network                      |
| Austria         | ORF 1                             |
| Belgia          | KANAALTWEE                        |
| Brazylia        | Warner Channel, później SBT       |
| Holandia        | RTL5                              |
| Kostaryka       | Repretel                          |
| Niemcy          | Pro Sieben, Kabel Eins, TNT Serie |
| Norwegia        | TV 3                              |
| Nowa Zelandia   | TV2                               |
| Polska          | TVN 7, Comedy Central, TVN        |
| Sri Lanka       | MTV                               |
| Turcja          | CNBC-E                            |
| Wenezuela       | Warner Channel                    |
| Wielka Brytania | Paramount Comedy 1                |